# Carlo Rizzi
Carlo Rizzi (1916-1955) es un personaje ficticio creado por Mario Puzo para su novela El Padrino. También aparece en la adaptación cinematográfica de 1972 dirigida por Francis Ford Coppola y es interpretado en ella por el actor Gianni Russo.

## Biografía

### Inicios
Carlo Rizzi era nativo de Nevada, emigró a Nueva York después de tener problemas con la ley. Se hizo amigo de Sonny Corleone y así conoció a su hermana Connie en 1941, durante una fiesta de cumpleaños sorpresa para Vito Corleone, padre de Sonny y Connie. Carlo se casó con Connie Corleone en 1945, y así ingresó en la familia Corleone, a pesar de que nunca se le permitió formar parte de los negocios familiares, por lo que lo dejaron a cargo de una pequeña casa de apuestas en la parte alta del Este de Manhattan.

### Familia Corleone
El hecho que no tuviese participación en los negocios familiares y el hecho de que durante la guerra de las cinco familias él estuviese en medio de esa guerra en vez de estar seguro en la finca de los Corleone lo enfurecieron y lo hizo pagar a Connie. Un día Sonny Corleone, visitó a su hermana Connie, y descubrió que tenía moretones en la cara, que se debían a una paliza propinada por Carlo. Después de eso, Sonny golpeo a Rizzi en plena calle y lo amenazó con matarlo si volvía a agredir a Connie.
De esa manera se enteraron todos de lo ocurrido, incluido Don Emilio Barzini, el más peligroso enemigo de los Corleone, algo que en ese momento no sabían. Conocedor del carácter impulsivo y agresivo de Sonny, Barzini se aproximó a Carlo y lo compró, para tender a Sonny una trampa y asesinarlo. 
El plan de Carlo comenzó cuando golpeó fuertemente a Connie que estaba embarazada, cuando esta contestara el teléfono y se diera cuenta que a Carlo lo llamaba su amante, así comenzó una discusión y Carlo agredió a Connie. Connie posteriormente de la paliza que recibió, llamó a Sonny y le informó de ello, este se enfureció y fue de inmediato a buscar un vehículo para ir a casa de su hermana. Tom Hagen le pidió que se calmase pero Sonny no entendía razones, estaba cegado por la furia y la colera, por lo que se apresuró a salir en su auto sin guardaespaldas. Hagen ordenó a unos hombres que lo siguieran, Sonny tuvo que pasar por una cabina de peaje que se cerró misteriosamente y así cayo en la trampa cuando hombres de Barzini salieron de todos lados portando metralletas Thompson y lo acribillaron sin piedad. Una vez que los hombres que había enviado Tom Hagen llegaron, Sonny yacía muerto en el piso.
Vito Corleone prohibió cualquier investigación sobre la muerte de Sonny y concluyó que la familia Barzini era la responsable. Vito fue más tolerante con Rizzi y le permitió que estuviese al cargo de un sindicato controlado por la familia Corleone. Cuando Vito se retiró de los negocios, fue Michael Corleone quien asumió el cargo de Don de los Corleone, y trató a Carlo como una figura destacada en la Familia y prometiéndole ser su mano derecha y el padrino de bautismo de su segundo hijo.

### Muerte
Sin embargo tanto Vito como Michael sabían la verdad de lo ocurrido y solo actuaron así para hacerle bajar la guardia y matarlo en el momento que ellos consideraban adecuado. Ese momento llega después de la muerte de Vito, una vez bautizado el segundo hijo de Carlo. Entonces Michael venga la muerte de su hermano mayor confrontando a Rizzi, informándole que los jefes de Las Cinco Familias fueron asesinados y que sabe qué mató a Sonny. Estando arrinconado, Carlo admitió haber sido él quien entregó a Sonny a Barzini, ya que Michael también le hizo pensar que lo perdonaba expulsándole solamente de la Familia Corleone. Una vez habiendo confesado Carlo es asesinado poco tiempo después por Peter Clemenza, quien era padrino de Sonny.
Sin embargo, a final de cuentas, Michael abusó de la confianza de su hermana y utilizó a su mujer para ello para conseguir su propósito. Finalmente miró también su muerte y la de los demás como un precio aceptable que pagar en su pasión de ser reconocido como Don por sus subalternos traicionando con ello a su familia. Sentó así con su muerte las bases que le llevaron más tarde a matar a su hermano y a que su familia le abandonase.